# Stara Rudnica
Stara Rudnica [ˈstara rudˈnit͡sa] (tiếng Đức: Altrüdnitz) là một ngôi làng thuộc khu hành chính của Gmina Cedynia, thuộc quận Gryfino, West Pomeranian Voivodeship, ở phía tây bắc Ba Lan, gần biên giới Đức. Nó nằm khoảng 6 kilômét (4 mi) phía nam Cedynia, 50 km (31 mi) phía nam Gryfino và 70 km (43 mi) phía nam thủ đô khu vực Szczecin.
Trước năm 1945, khu vực này là một phần của Đức. Để biết thêm về lịch sử của khu vực, xem Tháng ba mới.